# Stripsipher orientalis
Stripsipher orientalis är en skalbaggsart som beskrevs av Ricchiardi, Perissinotto och Clennell 2008. Stripsipher orientalis ingår i släktet Stripsipher och familjen Cetoniidae. Inga underarter finns listade i Catalogue of Life.